# Gunnel Fred
Pour les articles homonymes, voir Fred.
Gunnel Elisabet Fred, née le 29 août 1955 à Årsta, un quartier de Stockholm, en Suède, est une actrice suédoise.

## Filmographie (sélection)
- 1984 : Åke and His World
- 1988 : Le Petit Dinosaure et la Vallée des merveilles
- 1991 : Underground Secrets
- 1996 : Entretiens privés
- 1997 : En présence d'un clown
- 2003 : Sarabande
- 2003 : Details
- 2019 : Midsommar : Siv

## Récompenses et distinctions
- (en) Gunnel Fred: Awards, sur l'Internet Movie Database